# ۶۰۴ (پیش از میلاد)
۶۰۴ (پیش از میلاد) ۶۰۴مین سال قبل از تقویم میلادی است.